# Anabaptisme
L'anabaptisme est le nom donné à un ensemble de courants chrétiens apparus au début du XVIe siècle, issus de la Réforme radicale et nés concurremment à différents endroits de Suisse, des Pays-Bas et du Saint-Empire germanique, sous le nom de Täufer (baptistes) ou Wiedertäufer (re-baptisants/-seurs). Ces courants mettent l'accent sur les communautés de convertis et le baptême des croyants adultes. Les Églises appartenant au mouvement sont appelées Églises anabaptistes.
Le terme, issu du grec ecclésiastique ἀνά βαπτίζειν / aná baptízein, signifiant « baptiser à nouveau » est un sobriquet donné par leurs détracteurs à ces « re-baptiseurs ». Les principaux groupes anabaptistes historiques sont les huttérites, les mennonites et les « Frères suisses (en) ». Le mouvement se perpétue également au travers des Amish et des Frères de Schwarzenau (en).

## Histoire

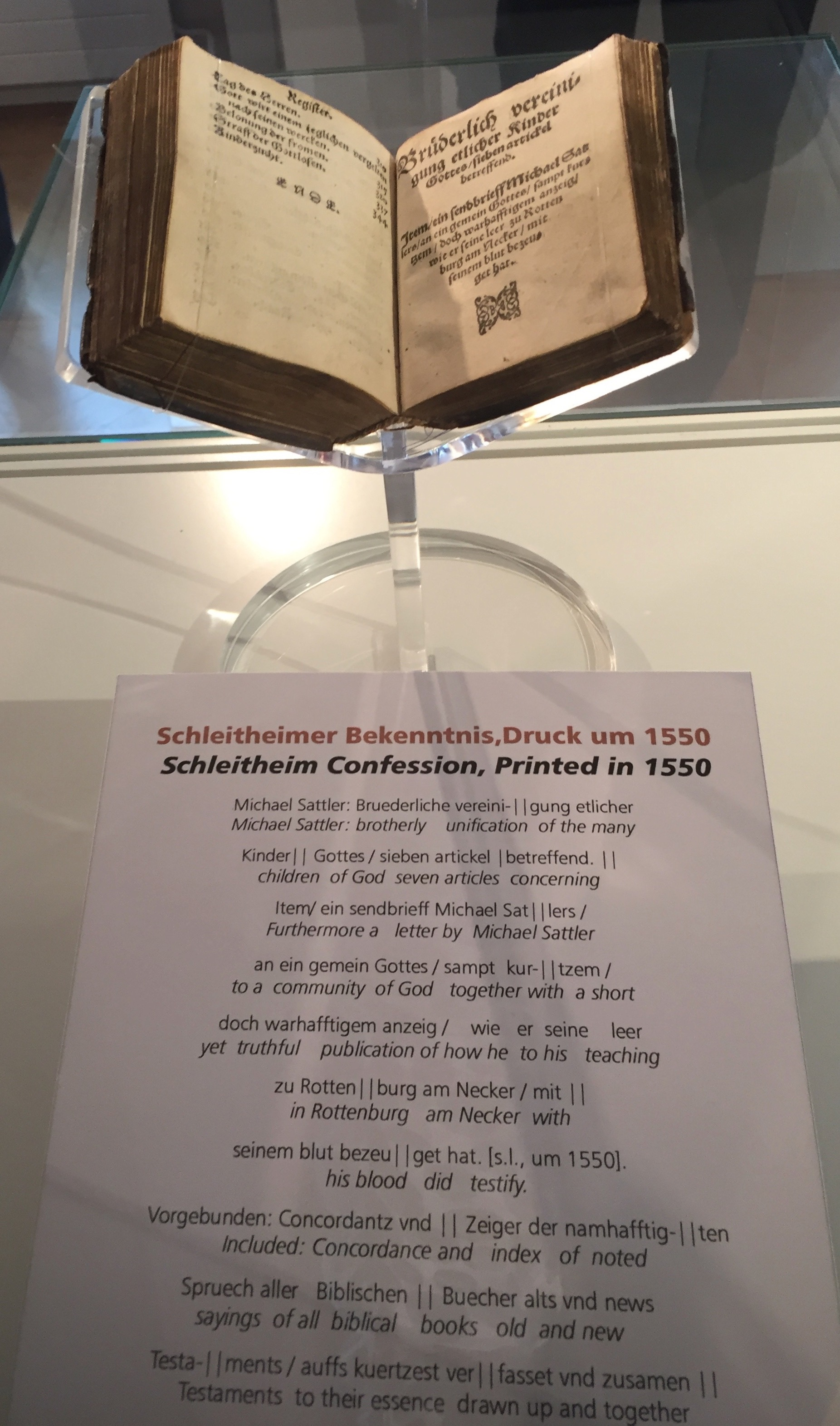
Confession de Schleitheim imprimée en 1550, exposée dans la salle anabaptiste du musée d’histoire locale de Schleitheim, Suisse.

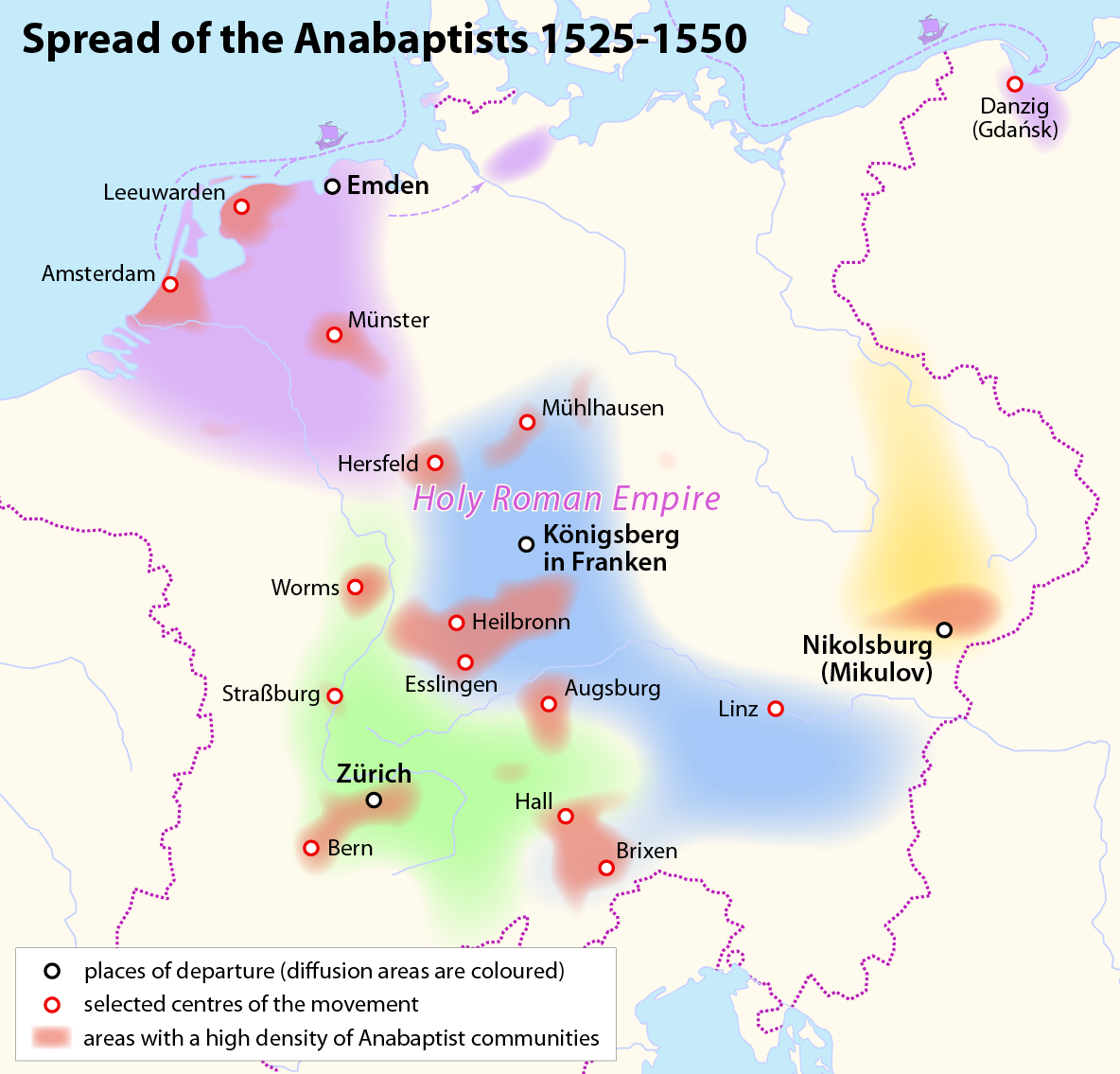
Diffusion de l'anabaptisme 1525-1550.

Provenant à l'origine des adversaires de ces courants de pensée, « anabaptisme » est le nom donné à différents courants issus de la Réforme radicale et apparus concurremment à différents endroits de Suisse, des Pays-Bas et du Saint-Empire germanique.
Ces courants ont généralement en commun de mettre l'accent sur les communautés de convertis et de pratiquer le baptême des croyants adultes après leur profession de foi, se distinguant ainsi de la Réforme luthérienne et calviniste par le refus du baptême des enfants, qu’ils ne reconnaissent pas. Leur proposition d'être à nouveau baptisés une fois adultes à ceux qui avaient été baptisés enfants par d'autres confessions leur vaut le sobriquet d'« anabaptistes », c'est-à-dire « rebaptiseurs »

### Frères suisses
Le mouvement des Schweizer Brüder (ou « Frères suisses ») commence le 21 janvier 1525 dans la maison de Felix Manz à Zollikon en Suisse, quand Conrad Grebel réunit un groupe de chrétiens convaincus de l'importance du baptême du croyant et rejetant le baptême des enfants. Cette date est considérée par certains comme celle de la fondation de l'anabaptisme moderne, alors que d'autres anabaptistes soutiennent que l'anabaptisme n'a jamais été refondé et que ce courant dit « moderne » n'est que la continuation des groupes anabaptistes primitifs cités plus haut.
La Confession de Schleitheim est publiée en 1527 par les Frères suisses, dont Michael Sattler, à Schleitheim. Elle résume la foi anabaptiste en sept points.
Dans les faits, de petites communautés de croyants sont réunies dans des conventicules, le plus souvent clandestins, afin de lire la Bible. Les chefs des communautés sont des laïcs qui officient en habit civil. La discipline est importante pour maintenir une pureté éthique et doctrinale.
La progression de l'anabaptisme en Europe centrale est un véritable problème pour les autorités religieuses catholiques ou protestantes en place, puisqu'il incite les personnes à ne pas faire baptiser leurs enfants avant leur profession de foi, ce qui risque de les priver du salut en cas de décès avant leur baptême selon la doctrine catholique ou protestante traditionnelle. Par ailleurs, sur le plan politico-religieux, les anabaptistes refusent la soumission de la religion aux princes. Ils ne s'engagent pas dans l'armée.
Les sociétés anabaptistes sont pacifistes et opposées à la guerre. Face à l’opposition qu'inspire chez les autres chrétiens leur refus de baptiser les enfants, les anabaptistes migrent vers les campagnes. Entre 1525 et 1529, il y a 29 sociétés anabaptistes à Zurich et 10 à Schaffhouse. Les anabaptistes sont très violemment persécutés dans les cantons de Zurich et de Berne. Certains émigrent aux États-Unis. D'autres se réfugient dans les hauteurs du Jura.

### Huttérisme
L'huttérisme a ses origines dans la fondation d'une communauté anabaptiste en 1528 à Austerlitz (Moravie) par Jacob Hutter.

### Dissidences
En 1521, Thomas Müntzer, alors pasteur luthérien, rompt avec Luther alors qu'il réside à Prague. Avec Nicholas Storch, ils prêchent les idées anabaptistes en Bohême et en Silésie, tout en prônant une réforme plus radicale des institutions religieuses. Les idées de Müntzer et de Storch remettent en cause la propriété privée du sol et rencontrent beaucoup de succès parmi les paysans. Müntzer rêve de fonder une sorte de « théocratie anarcho-communiste » en Allemagne,. Il est fait prisonnier au cours d'une déroute de son armée et est exécuté et la guerre des Paysans allemands ou « guerre des gueux » s'éteint en 1525, noyée dans le sang.

#### Révolte de Münster

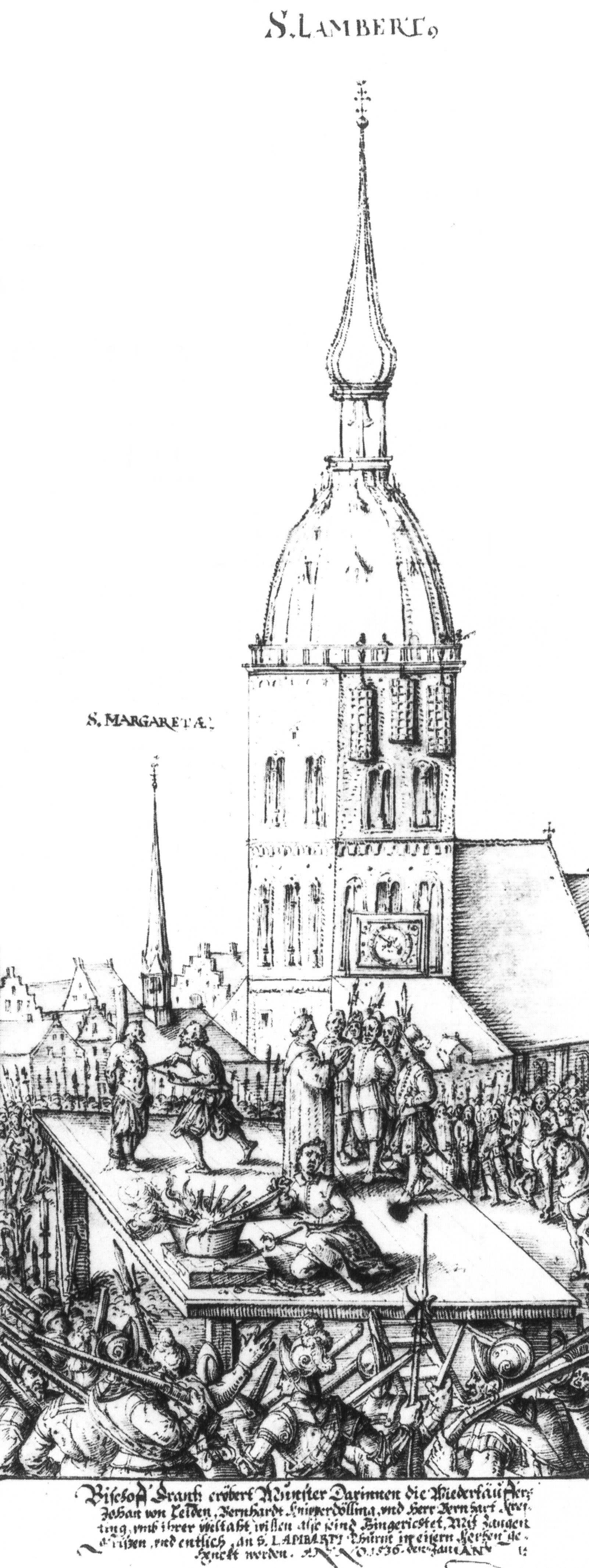
Exécution d'anabaptistes à Münster

L'anabaptisme n'en est pas mort pour autant et le rêve caressé par Müntzer subsiste dans le cœur de certains. Ainsi, Melchior Hoffman qui, dans les années 1530, fait des allers-retours réguliers entre Strasbourg et la Frise pour y prêcher l’anabaptisme : il (re)baptise par exemple plus de trois cents personnes en Frise.
La ville de Münster est touchée par la Réforme dès 1531 par l'arrivée du prédicant luthérien Bernt Rothmann qui embrasse l'anabaptisme en 1533. Il pratique le baptême des adultes, mais annonce aussi l'imminence de la fin du monde et la nécessité de la recherche de la perfection morale ; enfin, il exprime les aspirations politiques et sociales de populations lassées de la corruption des élites. La population anabaptiste devient en conséquence de moins en moins minoritaire.
Un disciple hollandais de Hoffman, Jan Matthijs, ainsi qu’un dénommé Jean de Leyde, prennent la tête d'une insurrection pour établir une théocratie dans la ville, en 1534. L'armée coalisée des princes ne tarde pas à mettre le siège devant la ville révoltée. Les assiégés, fanatisés par leur propre résistance, donnent libre cours à leur imagination religieuse : Jean de Leyde, par exemple, comme d'ailleurs David Joris (un autre chef anabaptiste pacifiste quant à lui), va jusqu'à se proclamer successeur de David et, à l'instar de ce roi, s'unit à plusieurs femmes.
Quand, en 1535, après une année de siège et de résistance opiniâtre, la ville est prise d'assaut, Jean de Leyde et ses lieutenants succombent sous la torture. Les anabaptistes dits « conquérants » sont traqués et poursuivis dans toute l'Allemagne et jusqu'en Suisse. Ceux d'entre eux qui en réchappent se rallient aux anabaptistes dits « pacifiques », communauté strictement religieuse, mettant l'accent sur le baptême des adultes et sur l'inspiration personnelle dans l'interprétation de la Bible.
Le terme anabaptisme a pris historiquement un sens politique, car ce mouvement s'est opposé aux pouvoirs politiques et religieux en place en Rhénanie (révolte de Münster) et dans le canton de Berne au XVIe siècle,.

### Mennonisme

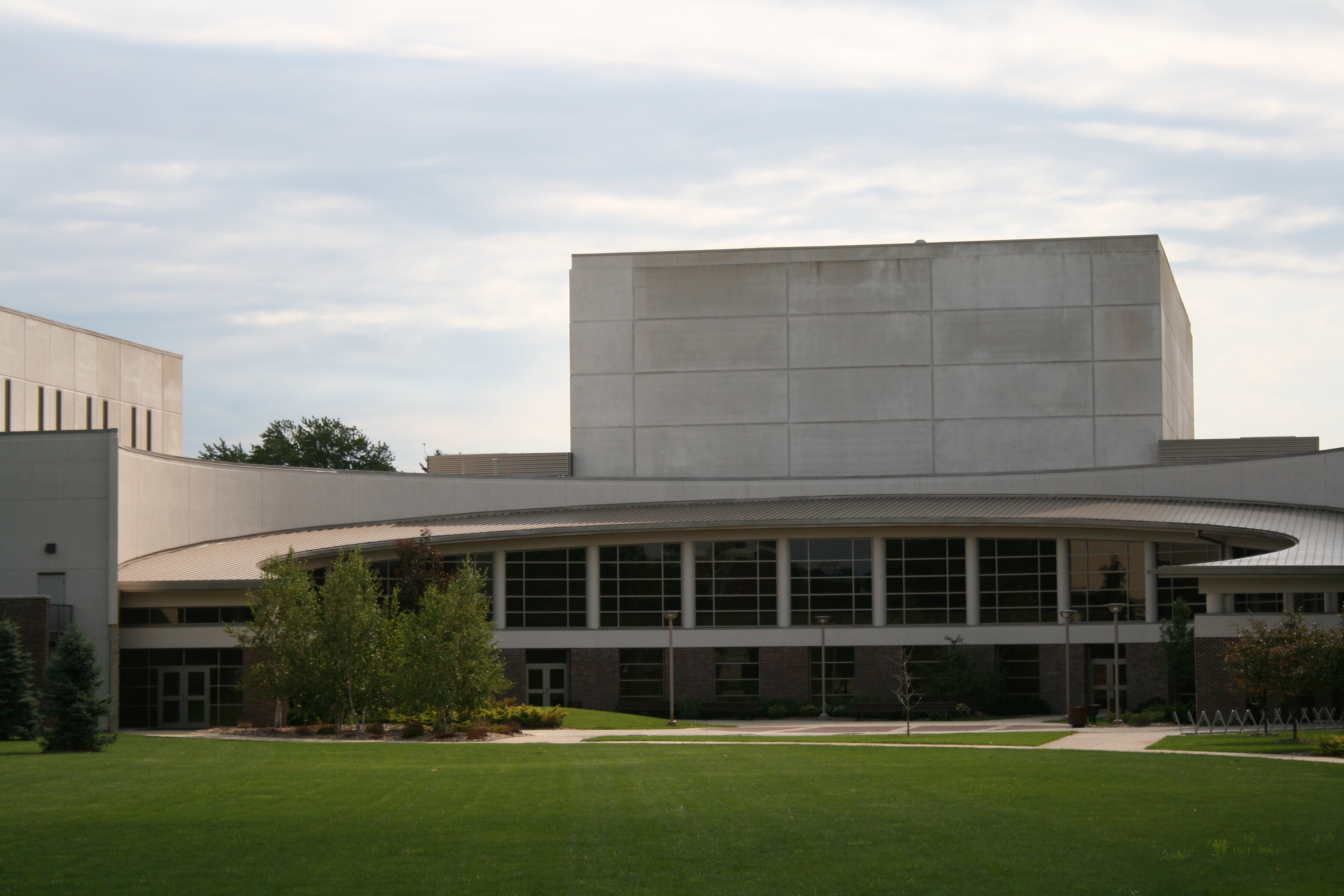
Centre de musique du Goshen College à Goshen (Indiana), membre de l’Église mennonite des États-Unis.

Le mennonisme a ses origines dans un groupe d’anabaptistes des Pays-Bas,. En 1537, Menno Simons, un ancien prêtre catholique de la Frise, est ordonné ancien par l’ancien Obbe Philips et devient dirigeant de la communauté. En 1540, la publication de Fondation de la doctrine chrétienne, un livre théologique sur les croyances et pratiques anabaptistes, par Menno Simons aux Pays-Bas donne naissance au mennonisme. Cette publication et d'autres contribuent à la formation du mennonisme, dont certaines doctrines inspirent plus tard aussi le christianisme évangélique. En 1544, le terme « mennonite » est employé pour la première fois par un pasteur et sert à désigner les anabaptistes des Pays-Bas. La Conférence mennonite mondiale est fondée lors de la première Conférence mennonite mondiale à Bâle, en Suisse, en 1925 pour célébrer les 400 ans de l'anabaptisme. Selon un recensement de cette confession publié en 2022, elle aurait 109 (sous-)conférences membres dans 59 pays, et 1,47 million de membres baptisés dans 10 300 églises au total.

### Amish
Le mouvement Amish prend forme en 1693 avec le pasteur anabaptiste de Sainte-Marie-aux-Mines, Jakob Amman et des membres de communautés de régions reculées de l'Oberland bernois et de la vallée de l'Emmental. Ils ont des inquiétudes sur le relâchement doctrinal et le manque de rigueur dans la discipline qu'ils croient notamment observer dans les communautés suisses. Faute d'accord, un schisme divise alors la communauté anabaptiste. Sur 69 pasteurs, 27 sont en faveur de Jakob Amman dont 20 en provenance d'Alsace et cinq du Palatinat. La grande majorité des anabaptistes alsaciens devient donc amish.

### Les Frères de Schwarzenau
Les Brethren (les Frères) de Schwarzenau apparaissent dans le Palatinat allemand vers 1708, où Alexander Mack et ses partisans se baptisent dans la rivière Eder. Appelés d'abord « Frères baptistes allemands », ils émigrent en Amérique du Nord où ils fondent différentes Églises, dont la principale est l’Église des Frères.

## Anabaptisme aujourd'hui
Parmi les groupes anabaptistes originaux encore présents, on retrouve principalement les amish, les Frères de Schwarzenau (en), devenus en partie l’Église des Frères, les huttérites et les mennonites.
En 2022, il y aurait près de 2,13 millions d'anabaptistes baptisés dans 86 pays, tous groupes confondus, en nette augmentation depuis 1990, où l'on dénombrait alors 860 000 membres baptisés.

#### Recherche
- Pierre-Olivier Léchot, La Réforme (1517-1564), Paris, Presses universitaires de France/Humensis, coll. « Que sais-je ? » (no 4077), 2021 (ISBN 978-2-7154-0580-6), chap. IV (« Le mouvement anabaptiste »), p. 62-70.
- (en) Brian C. Brewer (éd.), T&T Clark Handbook of Anabaptism, T&T Clarck, 2021, 648 p. (ISBN 978-0-567-68949-8).
- Neal Blough, Les révoltés de l'Évangile : Balthasar Hubmaier et les origines de l'anabaptisme, Paris, Cerf, coll. « Histoire », 2017 (ISBN 978-2-204-11883-5).
- Denis Kennel, De l'esprit au salut : Une anthropologie anabaptiste, Cerf, coll. « Patrimoines », 2017 (ISBN 978-2-204-11410-3).
- (en) Kat Hill, Baptism, Brotherhood, and Belief in Reformation Germany : Anabaptism and Lutheranism, 1525-1585, Oxford University Press, 2015 (ISBN 978-0-19-104796-1).
- (en) Gary K. Waite, Eradicating the Devil's Minions : Anabaptists and Witches in Reformation Europe, 1525-1600, University of Toronto Press, 2007, 319 p. (ISBN 978-0-8020-9155-0).
- (en) John Roth (éd.) et James Stayer (éd.), A Companion to Anabaptism and Spiritualism, 1521-1700, Leiden, BRILL, 2007, 574 p. (ISBN 978-90-04-15402-5).
- Lydie Hege et Lydie Christophe Wiebe, Les Amish. Origine et particularismes 1693-1993 : Actes du colloque international de Sainte-Marie-aux-Mines, 19-21 août 1993, Ingersheim,, Association française d'histoire anabaptiste-mennonite, 1996.
- Neal Blough (dir.), Jésus-Christ aux marges de la Réforme, Desclée, coll. « Jésus et Jésus-Christ » (no 54), 1992 (ISBN 978-2-7189-0790-1).
- Claude Baecher, L'Affaire Sattler, éditions Sator, 1990 (ISBN 9782735002979).
- (en) Norman Cohn (trad. Maurice Angeno), Les Fanatiques de l'Apocalypse : Millénaristes révolutionnaires et anarchistes mystiques au Moyen Âge, Paris, Payot, coll. « Bibliothèque historique », 1983 (ISBN 2228132101), chap. XII (« Le millénium égalitaire »).
- Charles Mathiot & Roger Boigeol, Recherches historiques sur les Anabaptistes de l'ancienne principauté de Montbéliard, d'Alsace et du territoire de Belfort, éditions Le Phare, Flavion, 1969.

#### Essais
- Stuart Murray, Radicalement chrétien, Angleterre, Excelsis, 2013.
- Patrice de Plunkett, Les Évangéliques à la conquête du monde, Perrin, France, 2009.
- Jean Séguy, Les Assemblées anabaptistes-mennonites de France, Mouton & Co, Paris et La Haye, 1977  (ISBN 2713200032).
- « Les Anabaptistes mennonites d'Alsace », in Saisons d'Alsace no 76, librairie Istra, 1981.
- (de) Host Erlach, Mein Reich ist nicht von dieser Welt, Im Selbstverlag Verfassers, 1993.
- Arnold Snyder, Graines d'anabaptisme - Éléments fondamentaux de l'identité anabaptiste, éditions Mennonites, Montbéliard, 2000  (ISBN 2904214615).

#### Romans
- Marguerite Yourcenar, L'Œuvre au noir, éditions Gallimard, coll. « Blanche », 1968  (ISBN 2-07-027437-3).
- Luther Blissett (trad. de l'italien), L'Œil de Carafa, Paris, Éditions du Seuil, 2001, 743 p. (ISBN 2-02-040066-9).

#### Bandes dessinées
- David Vandermeulen (texte), Ambre (dessin), La Passion des Anabaptistes (bande dessinée), éditions 6 Pieds sous terre, Saint-Jean de Védas

1. Tome 1, Joss Fritz, 2010
2. Tome 2, Thomas Münzer, 2014
3. Tome 3, Jan Van Leiden, 2017
4. La Passion des Anabaptistes - L'Intégrale, 2017

### Filmographie
- Règles du jeu pour un film sur les anabaptistes (1976)